# Villaescusa (Kasztília és León)
Villaescusa egy község Spanyolországban,  Zamora tartományban. Villaescusa Fuentesaúco, Aldeanueva de Figueroa, Parada de Rubiales, Cañizal és Fuentelapeña községekkel határos. Lakosainak száma 237 fő (2024).

## Népesség
A település népessége az utóbbi években az alábbiak szerint változott:
| Lakosok száma | 376  | 352  | 326  | 321  | 293  | 277  | 256  | 249  | 235  | 237  |
|               | 2001 | 2004 | 2007 | 2009 | 2012 | 2014 | 2017 | 2019 | 2022 | 2024 |